# Horní Těšice
Horní Těšice är en ort i Tjeckien.   Den ligger i regionen Olomouc, i den östra delen av landet, 250 km öster om huvudstaden Prag. Horní Těšice ligger 339 meter över havet och antalet invånare är 162.
Terrängen runt Horní Těšice är platt norrut, men söderut är den kuperad.Runt Horní Těšice är det ganska tätbefolkat, med 58 invånare per kvadratkilometer. Närmaste större samhälle är Valašské Meziříčí, 13,6 km öster om Horní Těšice. Trakten runt Horní Těšice består till största delen av jordbruksmark.